# Consiglio di Stato (Paesi Bassi)
Il Consiglio di Stato (in olandese Raad van State, RvS) è il principale organo consultivo del governo dei Paesi Bassi e la suprema corte amministrativa del paese (la Corte suprema dei Paesi Bassi ha giurisdizione in materia civile, penale e fiscale), dal 1531. È quindi uno dei più antichi organi di governo al mondo; il suo presidente (status onorario) è il re dei Paesi Bassi e il suo vicepresidente, responsabile del funzionamento dell'istituzione, una personalità nominata dal governo, attualmente Thom de Graaf.
Il Consiglio è stato creato dall'imperatore Carlo V. La sua competenza si estese, inizialmente, all'intera regione storica dei Paesi Bassi tra cui Olanda, Zelanda, Brabante e tutto il Belgio, oltre a una parte del nord della Francia. Durante la guerra degli ottant'anni, che contrappose la Spagna ai ribelli dei Paesi Bassi, l'istituzione si divise effettivamente tra la Belgica Regia dei Paesi Bassi meridionali e la Belgica Foederata dei Paesi Bassi settentrionali. Questi due consigli scomparirono durante la Repubblica Batava. Un'istituzione simile fu creata sul modello del Consiglio di Stato francese da Luigi Bonaparte, re d'Olanda dal 1806 al 1810. Dopo la restaurazione in seguito alla caduta dell'Impero francese, il re Guglielmo I ripristinò il Consiglio di Stato.